# Route nationale 32
La route nationale 32 (RN 32 o N 32) è stata una strada nazionale che partiva da Compiègne e terminava a La Fère.

## Percorso
In origine, dopo la sua istituzione nel 1824, la N32 si staccava dalla N17 presso Senlis e risaliva la valle dell’Oise da Verberie a Noyon, passando per Compiègne (fino a qui oggi si chiama D932A) e Thourotte (la vecchia strada col nome di D932, la nuova con quello di D1032). Da Noyon ad Ham è stata declassata a D932, mentre in seguito condivideva un tratto con l’ex N30, oggi D930.
Da San Quintino, dopo un tratto condiviso con la N44, con un lungo rettilineo raggiungeva Le Cateau-Cambrésis e Bavay, quindi terminava sulla frontiera con il Belgio in direzione di Mons.
Fino al 2007, prima del completo declassamento, era ancora classificato come strada nazionale il troncone da Compiègne a Noyon: da qui la N32 proseguiva lungo l’Oise, avendo sostituito la precedente N38, e serviva così Chauny e Tergnier prima di innestarsi sulla N44 a La Fère.